# Comuna Kosteneț, Sofia
Kosteneț (în bulgară Костенец) este o comună în regiunea Sofia, Bulgaria, formată din orașele Kosteneț și Momin Prohod și satele Dolna Vasilița, Golak, Gorna Vasilița, Kosteneț, Ociușa, Pcelin și Podgorie. 

## Demografie
Componența etnică a comunei Kosteneț
     Romi (3,65%)
     Bulgari (89,97%)
     Nicio identificare (6,15%)
     Altele (0,41%)
La recensământul din 2011, populația comunei Kosteneț era de 12.793 locuitori. Din punct de vedere etnic, majoritatea locuitorilor (89,97%) erau bulgari, cu o minoritate de romi (3,65%). Pentru 6,15% din locuitori nu este cunoscută apartenența etnică.